# Franco D'Andrea
Francesco D'Andrea, detto Franco (Merano, 8 marzo 1941), è un pianista jazz italiano.

## Biografia
Incomincia a suonare il pianoforte a 17 anni, avendo suonato in precedenza tromba e sax soprano. Nel 1963 ha inizio la sua attività professionale con il trombettista jazz Nunzio Rotondo alla Rai di Roma. Nel 1964 incide il suo primo disco con il sassofonista argentino Gato Barbieri, con il quale collabora per due anni. Nel 1968 forma con il batterista Franco Tonani ed il bassista Bruno Tommaso il Modern Art Trio. Dal 1972 al 1977 suona con il gruppo jazz rock Perigeo. Nel 1978 forma un quartetto chiamando come collaboratori il sassofonista Tino Tracanna, il bassista Attilio Zanchi ed il batterista Gianni Cazzola. Al gruppo si aggiungono nel 1986 il percussionista Luis Agudo, nel 1989 il percussionista Naco e il trombonista Glenn Ferris e nel 1991 il vibrafonista Saverio Tasca. All'inizio del 1993 dà vita ad un nuovo trio, Current Changes, col trombettista David Boato e Naco.
Il suo attuale quartetto comprende il sassofonista Andrea Ayassot, il bassista Aldo Mella ed il batterista Zeno de Rossi. È anche alla guida di una formazione allargata a 11 elementi, Eleven, composta, oltre che da D'Andrea, da Achille Succi, Aldo Mella, Alex Rolle, Andrea Ayassot, Diego Borotti, Giancarlo Giannini, Ivan Valentini, Marco Ricci, Massimo Greco (membro del Clan Greco) e Paolo Botti. Si esibisce anche in un trio composto con Mauro Ottolini al trombone Daniele D'Agaro al clarinetto.
D'Andrea ha inciso più di 200 dischi, tra altri duetti con musicisti di fama internazionale quali Lee Konitz, Phil Woods e Dave Liebman. Inoltre ha lavorato con Ernst Reijseger, Slide Hampton, Max Roach, Conte Candoli, Frank Rosolino, Pepper Adams, Johnny Griffin, Jean-Luc Ponty e tanti altri musicisti americani ed italiani.
Franco D'Andrea insegna all'Accademia nazionale di Siena Jazz, fondata da Franco Caroni e dirige dal 2002 assieme a Ewald Kontschieder la MeranOjazz Academy (già Mitteleuropean Jazz Academy) di Merano. Collabora inoltre con la Scuola Civica di Musica di Milano nell'ambito dei Civici Corsi Jazz.
L'Académie du Jazz de France gli ha conferito nel 2010 il premio "Prix du Musicien Européen". Nel 2011 gli è stato assegnato l'Honorary Award agli Italian Jazz Awards - Luca Flores.

## Discografia

### Come Leader
- 1970 - Modern Art Trio (Vedette Records, 1° ristampa 1978) (Dejavù, 2° ristampa 2008) (GleAM Records, 3° ristampa 2023)
- 1978 - Nuvolao (Carosello) (piano solo)
- 1980 - Dialogues with super-ego/Es (Red Records) (piano solo)
- 1983 - No Idea of Time (Red) con Mark Helias, Barry Altschul
- 1985 - Quartet Live (Red Record) (quartet)
- 1991 - Airegin (Red) con Giovanni Tommaso, Roberto Gatto
- 1994 - Ornithology Phil Woods & Franco D'Andrea Trio (Philology)
- 1996 - Inside Cole Porter (Red) con Lee Konitz
- 1989 - Chromatic Phrygian (YVP Records)
- 1997 - Ballads and Rituals (Philology) (quartet)
- 1997 - Jobim (Philology) (quartet)
- 1999 - Angel Eyes (Philology) con Larry Smith
- 2000 - Eleven (Via Veneto Jazz) con Steven Bernstein
- 2001 - Solo 5 - Duke (Philology) (piano solo)
- 2002 - Magicians at Work (Philology)
- 2002 - Standards of the Big Band Era, Chapter 1 (Philology)  (trio)
- 2002 - Standards of the Big Band Era, Chapter 2 (Philology)  (trio)
- 2002 - Standard Time!, Chapter 3 (Philology) (trio)
- 2003 - Plays Monk - Live At Metastasio Jazz (Philology) (piano solo)
- 2004 - Dancin' Structures (Backbeat) (quartet)
- 2002 - I Love You So Much It Hurts (Winter & Winter 2002) con Ernst Reijseger
- 2005 - Creole Rhapsody: D.Ellington (Philology) con Ares Tavolazzi, Massimo Manzi
- 2018 - Intervals I (Parco Della Musica Records, MPR91CD) (octet)
- 2018 - Intervals II (Parco Della Musica Records, MPR97CD)  (octet)
- 2008 - The Siena Concert (Blue Note) (quartet)
- 2011 - Sorapis (El Gallo Rojo) (quartet)
- 2012 - Traditions and Clusters (El Gallo Rojo) (quartet)
- 2013 - Today (El Gallo Rojo) (piano solo)
- 2014 - Monk and The Time Machine (Parco della Musica Records)
- 2015 - Three concerts. Live at the Auditorium Parco della Musica (Parco della Musica Records)
- 2016 - Trio Music Vol. I (Parco della Musica Records) con il Franco D'Andrea Electric Tree
- 2016 - Trio Music Vol. II (Parco della Musica Records) (Trio)
- 2017 - Trio Music Vol. III - Traditions Today (Parco della Musica Records)
- 2019 - A light day (Parco della Musica Records) (piano solo)
- 2020 - New Things (Parco della Musica Records) (Trio)
- 2022 - Franco D’Andrea meets Dj Rocca (Parco della Musica Records) con DJ Rocca
- 2023 - Sketches of the 20th Century (Parco della Musica Records)
- 2024 - Something Bluesy and More (Parco della Musica Records)

## Pubblicazioni
- 1982 - 26 compositions (Crepuscule, Milano)
- 1992 - Enciclopedia comparata delle scale e degli accordi con Attilio Zanchi, collana didattica  del Centro Professione Musica (Carisch, Milano)
- 1996 - Dall'Africa allo swing - la poliritmia nel linguaggio Jazz , Video didattico (Carisch, Milano)
- 2011 - Aree intervallari con Luigi Ranghino (Volontè & Co)

## Film documentario
- 2006 - Franco D'Andrea Jazz Pianist  Miramonte Film